# Lundenburger Straße
Die Lundenburger Straße B47 ist eine Landesstraße B in Niederösterreich. Sie verläuft auf einer Länge von 21 km von der Brünner Straße (B7) bei Wilfersdorf über Bullendorf, Großkrut und Reintal zur tschechischen Grenze.
Die B47 stellt eine wichtige Verbindung von der B7 in die mährische Stadt Břeclav (zu Deutsch: Lundenburg) dar. Als Alternative zur nördlichen B7 kann man ab Wilfersdorf über die B47 nach Břeclav und von dort über die tschechische Autobahn D2 nach Brünn fahren.

## Geschichte
Nach dem Anschluss Österreichs wurde diese Straße im Zuge der Vereinheitlichung des Straßensystems am 1. April 1940 in eine Reichsstraße umgewandelt und als Teil der von Wilfersdorf bis Krakau führenden Reichsstraße 374 eingeordnet.
Die Lundenburger Straße gehörte ab dem 1. Jänner 1950 zum Netz der Bundesstraßen in Österreich. 2002 erfolgte die Übertragung in die Landesverwaltung.

## Ausbau
Während der Planungsphase des nördlichen Abschnitts der Nord Autobahn (A5) war angedacht, Ortsumfahrungen von Großkrut und Reintal im Zuge der B47 zu errichten. Man befürchtete, dass sich das Verkehrsaufkommen durch die A5 Richtung Břeclav erhöht. Die Planung ist vorerst zurückgestellt, jedoch im Mobilitätskonzept Niederösterreich 2030+ noch enthalten.